# Biserica de lemn din Roșia de Amaradia

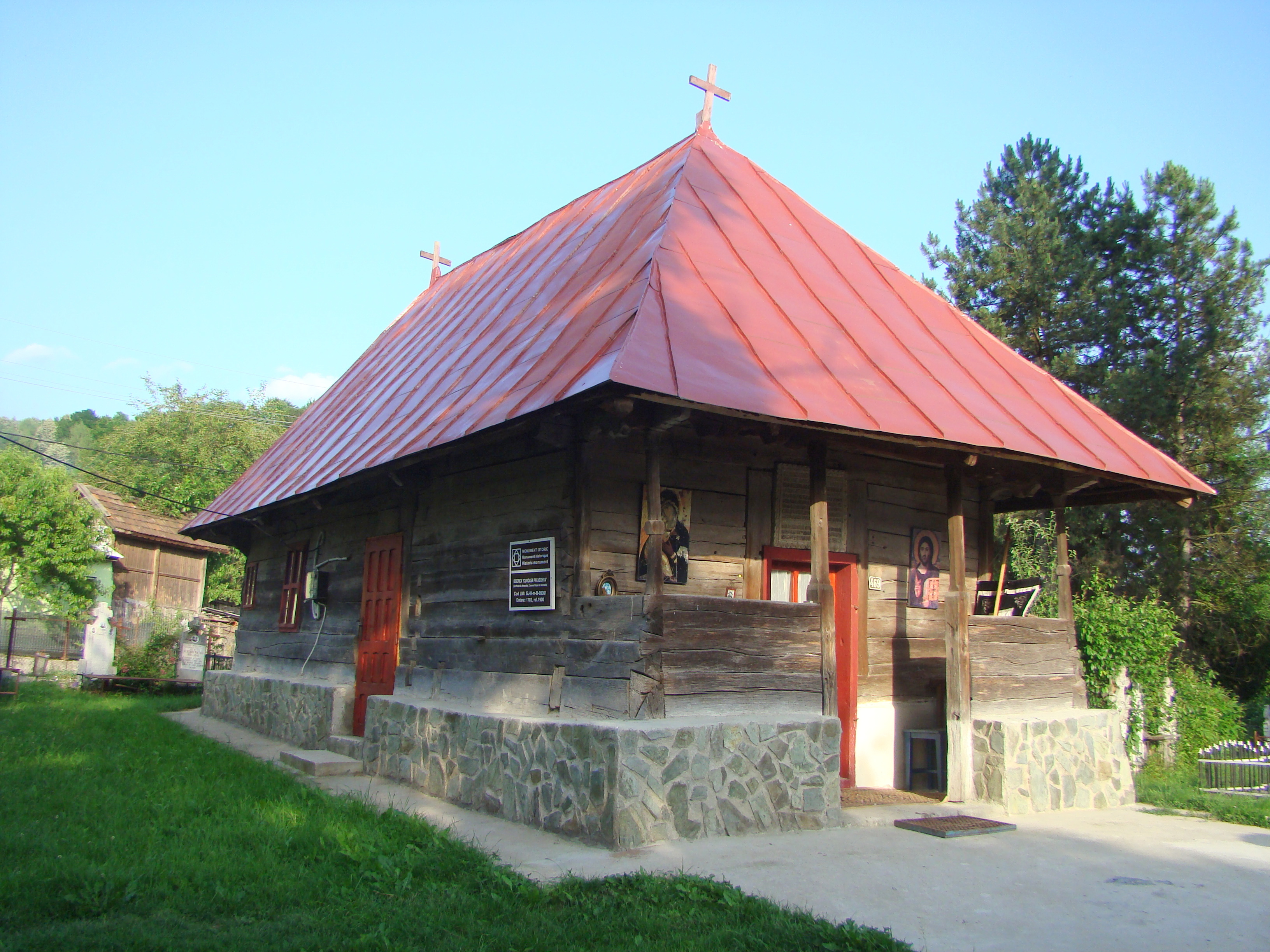
Biserica de lemn „Cuvioasa Paraschiva” din Roșia de Jos, comuna Roșia de Amaradia, județul Gorj, foto: iunie 2018.

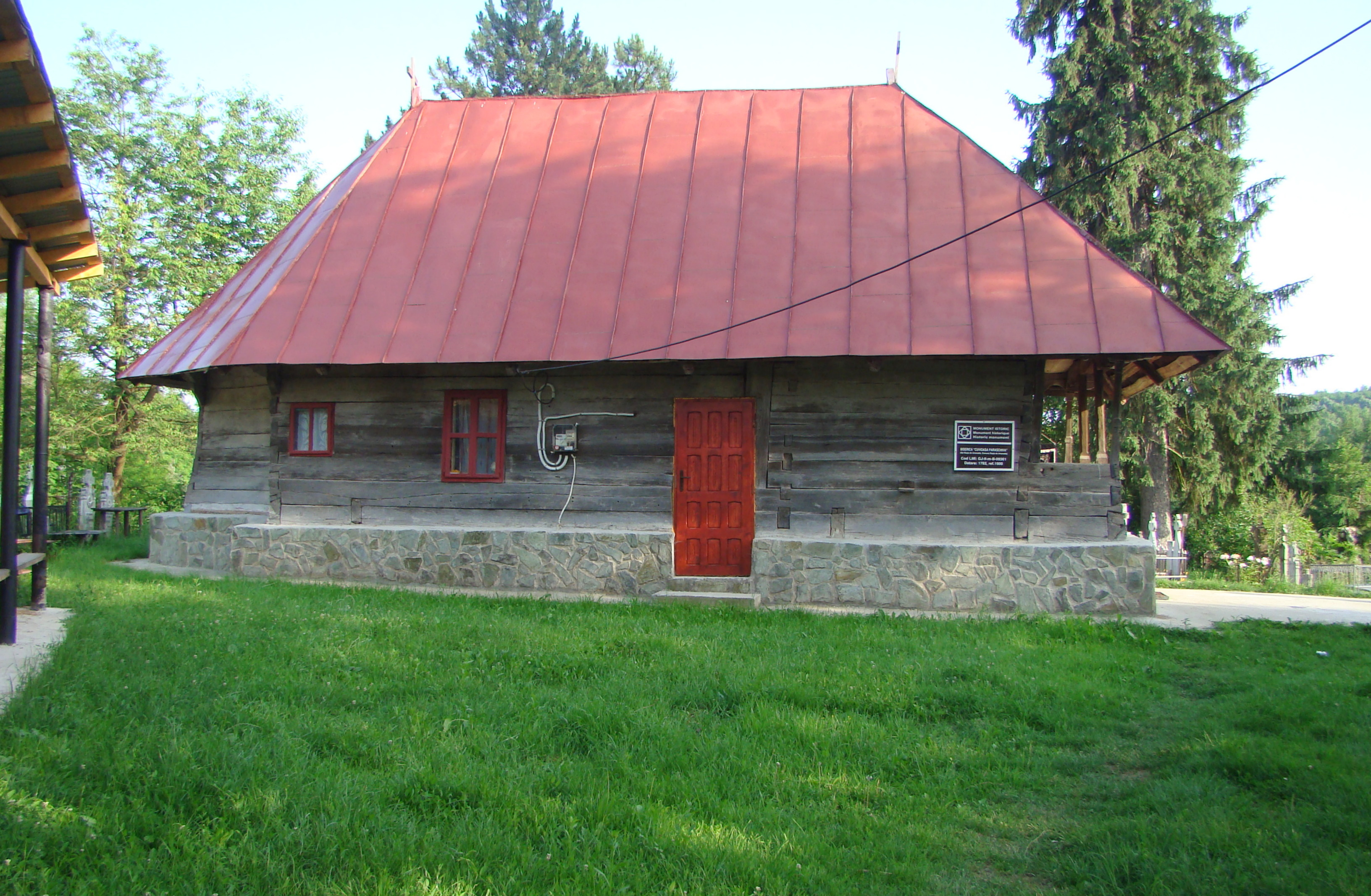
Biserica (nord)

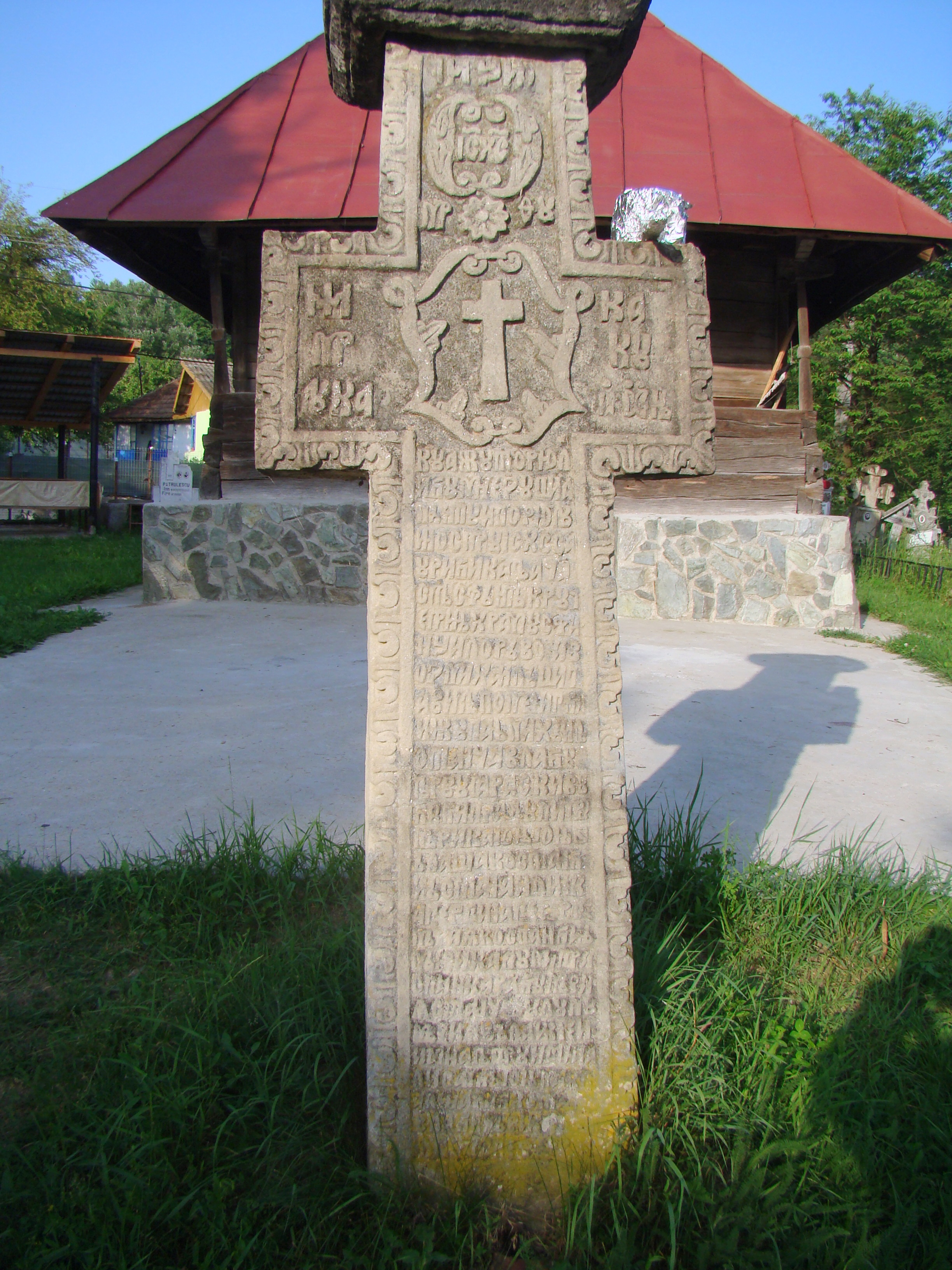
Crucea de piatră de la 1804

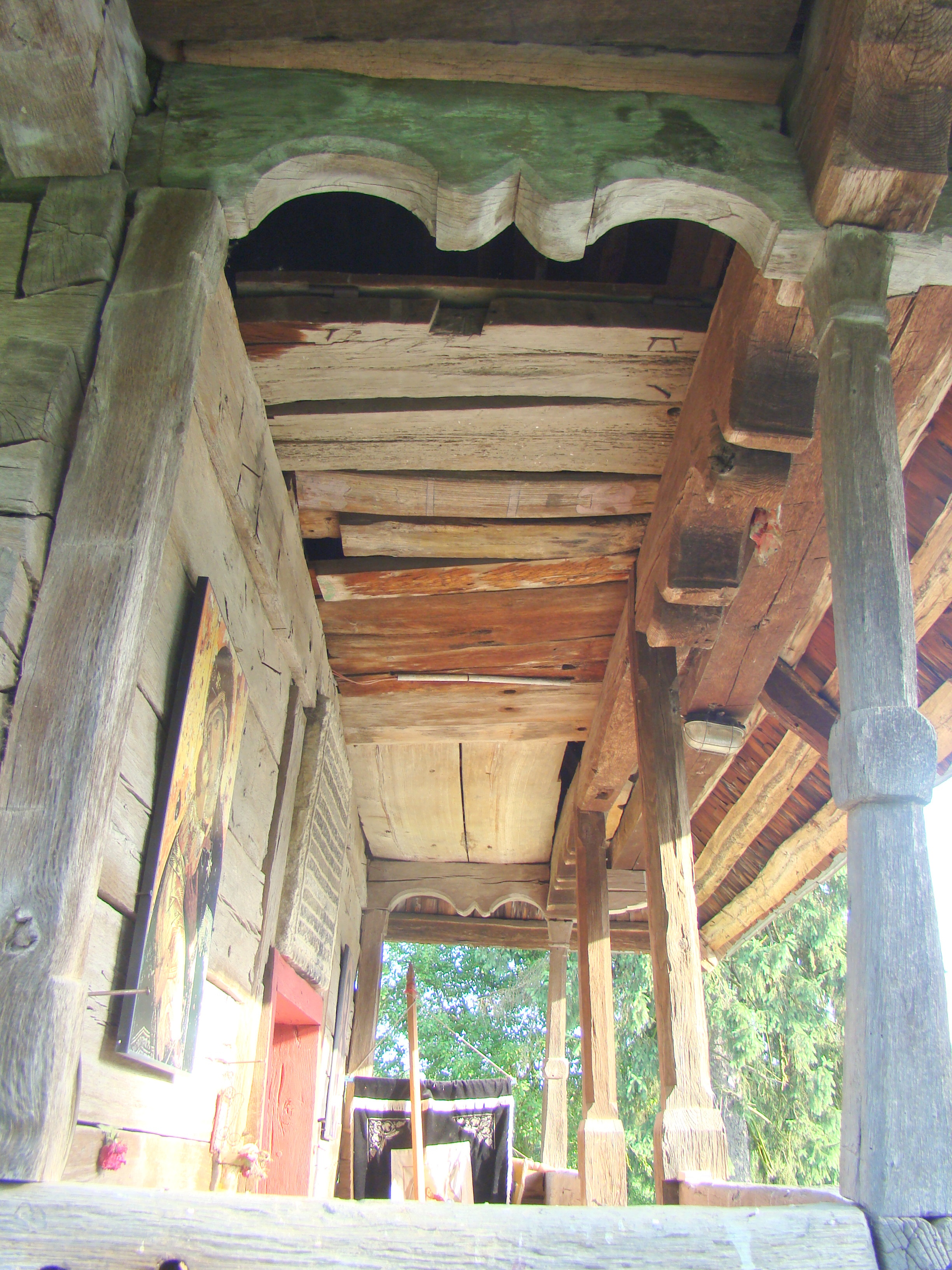
Prispa îngustă de pe latura vestică

Biserica de lemn din Roșia de Jos, comuna Roșia de Amaradia, județul Gorj, a fost construită în anul 1782. Are hramul „Cuvioasa Paraschiva”. Biserica se află pe lista monumentelor istorice sub codul LMI:  GJ-II-m-B-09361.

## Istoric și trăsături
Conform tradiției, biserica a fost strămutată de pe deal, din partea de sus a satului, probabil la sfârșitul secolului al XVIII-lea. Deasupra intrării a fost încastrată o lespede de piatră cu inscripție, greu lizibilă, pentru că asupra literelor s-a revenit cu cărbune. Ea face referire la ctitorul „Jupân Mihail sin (fiul lui) Gheorghe Burduhariu”. În spatele acestei lespezi se află însă o inscripție, săpată pe bârne, de la leat 7290 (1782),  anul ridicării bisericii sau al unei refaceri.
Planul inițial a fost dreptunghiular, cu absida altarului decroșată, poligonală, cu cinci laturi. Ulterior spațiul de nord al altarului a fost lărgit, peretele respectiv fiind dispus în prelungirea navei și legat printr-un decroș teșit cu cel de nord-est. Acoperiș de tablă, care a înlocuit recent șindrila, cu pante mari, pe traseul pereților. Elevația interioară: tavan drept peste pronaos,  boltă în leagăn peste naos, susținută de un arc pe console, în timp ce altarul este acoperit cu o boltă asemănătoare și trei fâșii curbe.
Tâmpla prezintă trei registre, cu toruri între ele: Răstignirea și moleniile, apostolii cu Iisus, icoane prăznicar. Există doar două intrări în altar, cea împărătească și una diaconească, cu pragul de sus în arcadă trilobată. 
Icoanele împărătești au fost pictate de Gheorghe zugravul de la Costești: „Deisis”, cu Maria și Ioan în spatele tronului, datată 1799 iulie 13 (pe cartea lui Hs.), „Maria cu Pruncul” și arhangheli în spatele tronului, cu aceeași dată pe filacteră, „Sfântul Nicolae și Sfântul Dimitrie”, redați în întregime și icoana de hram, reprezentând-o pe „Sf.Parascheva”, dar și pe arhanghelul Mihail, călcând omul păcătos.

## Galerie de imagini

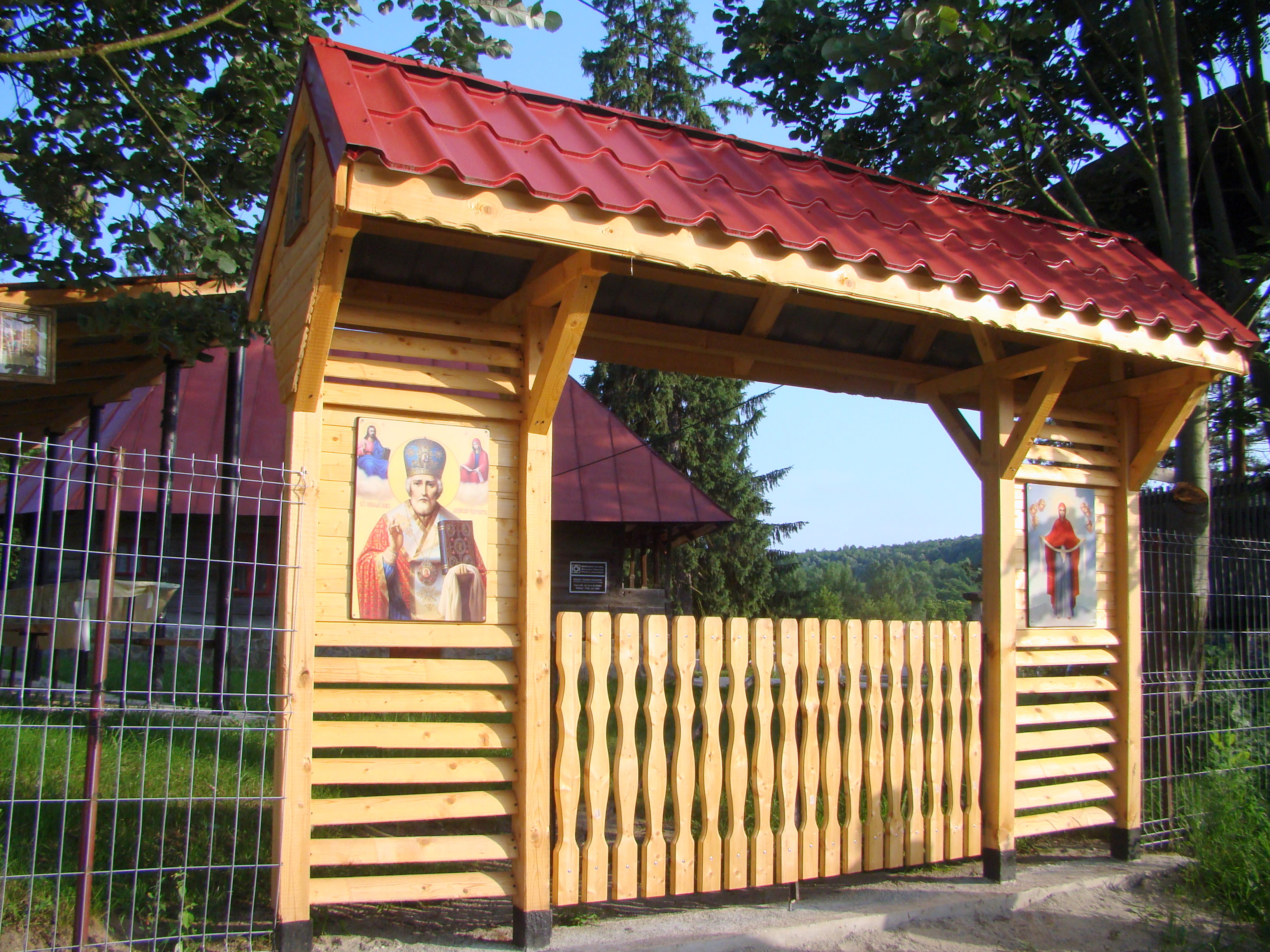
Poarta de acces ]n curtea bisericii
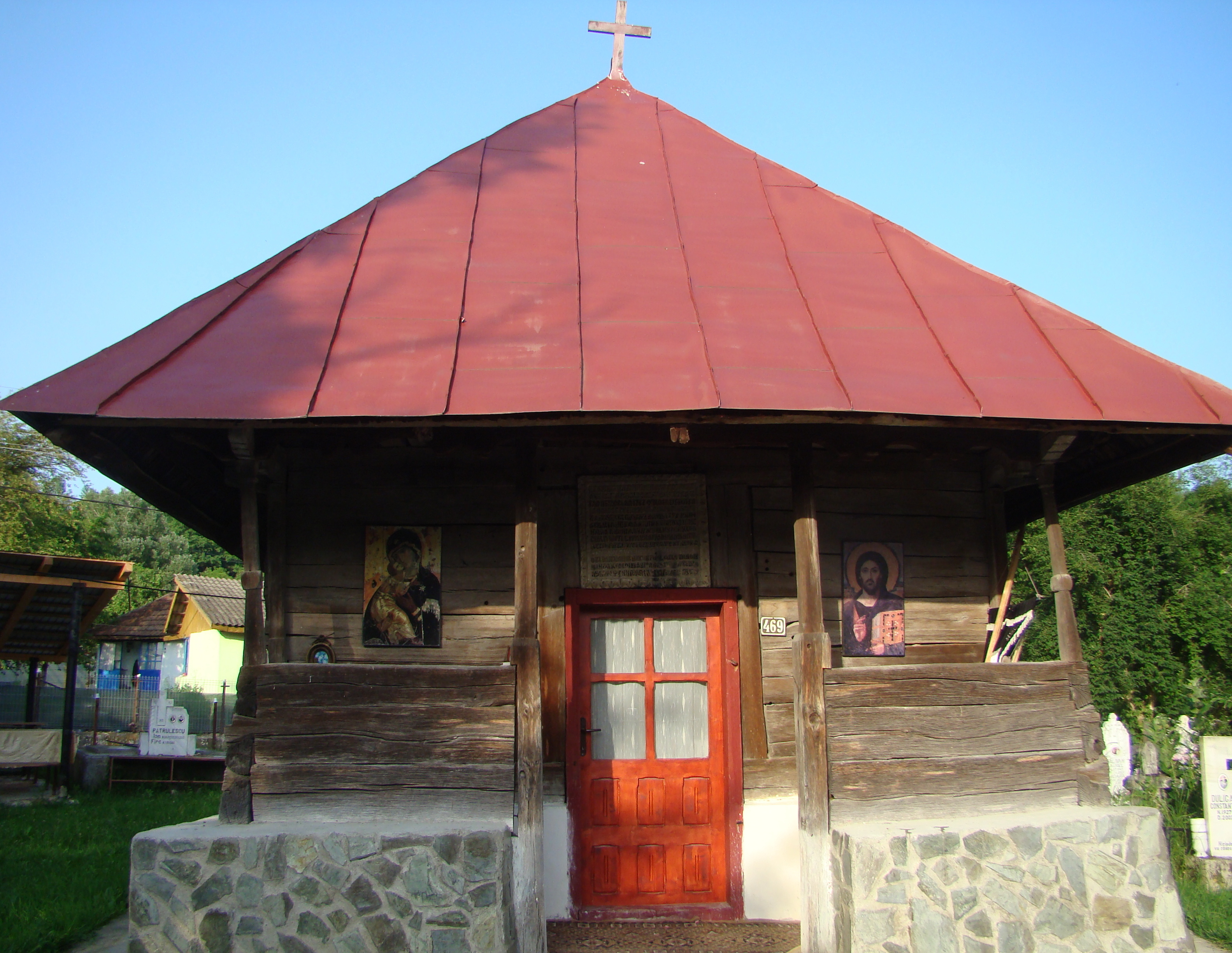
Biserica (vest)
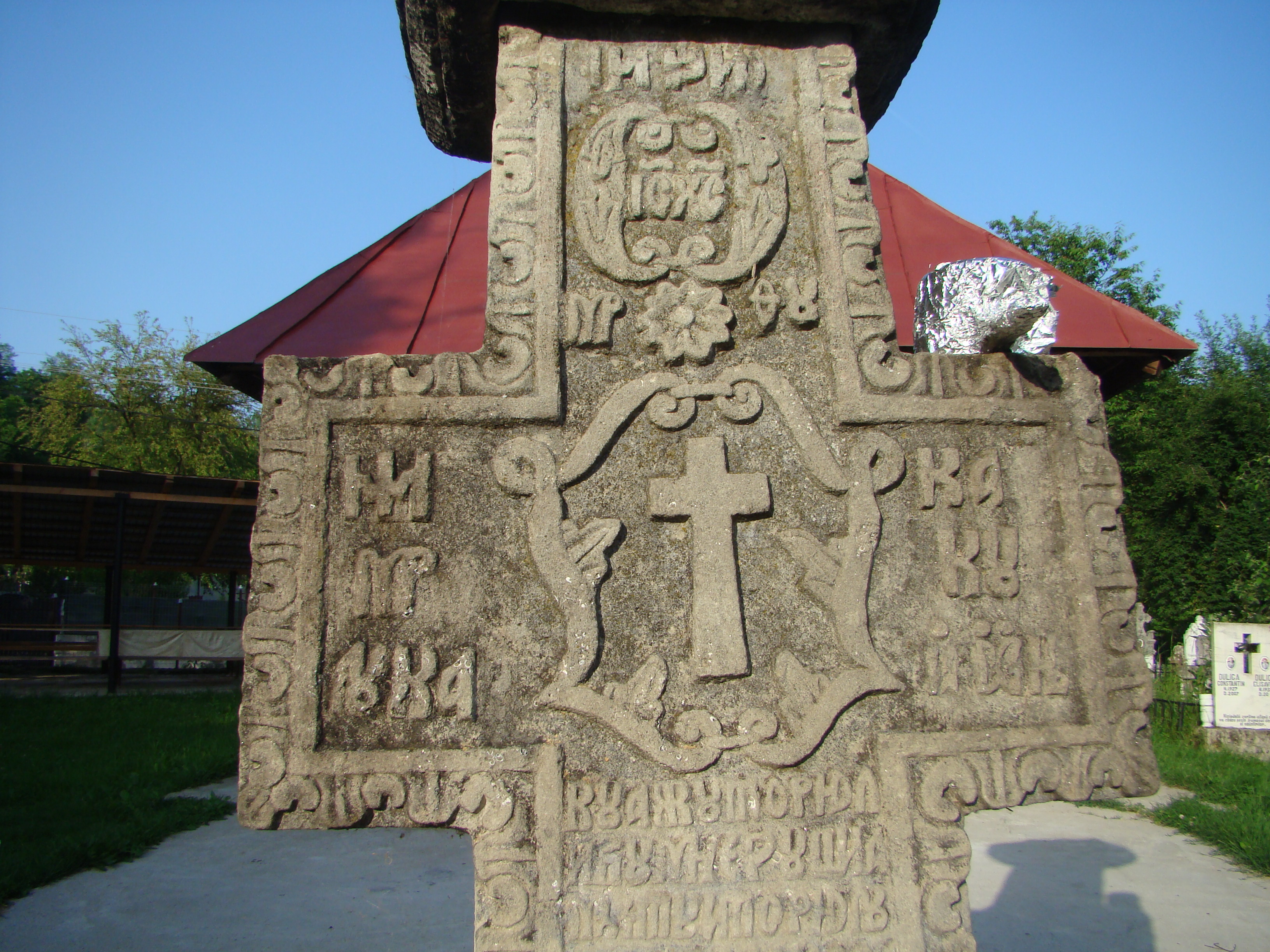
Crucea de piatră de la 1804 (detaliu)
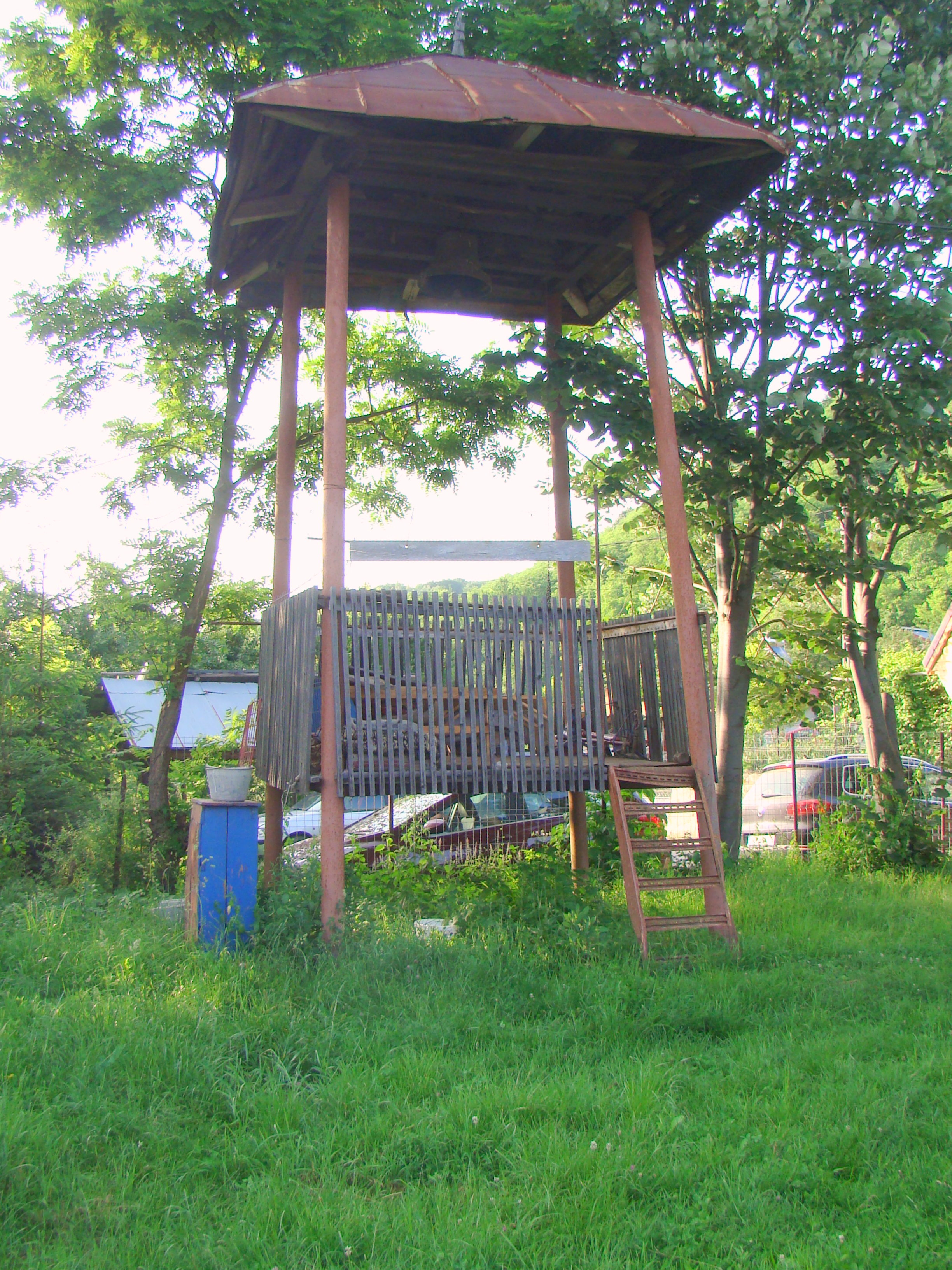
Clopotnița
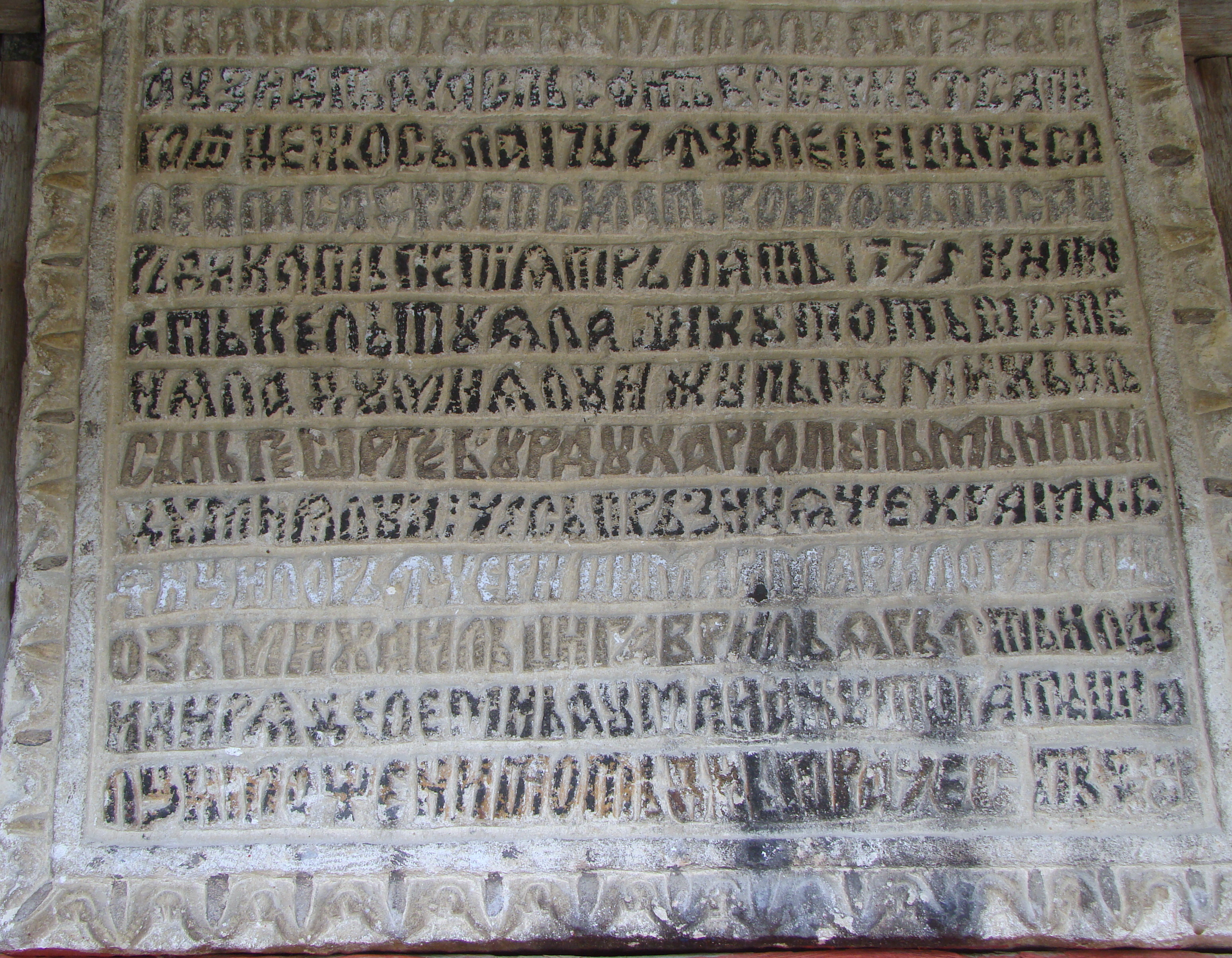
Lespedea de piatră, cu inscripție, deasupra intrării
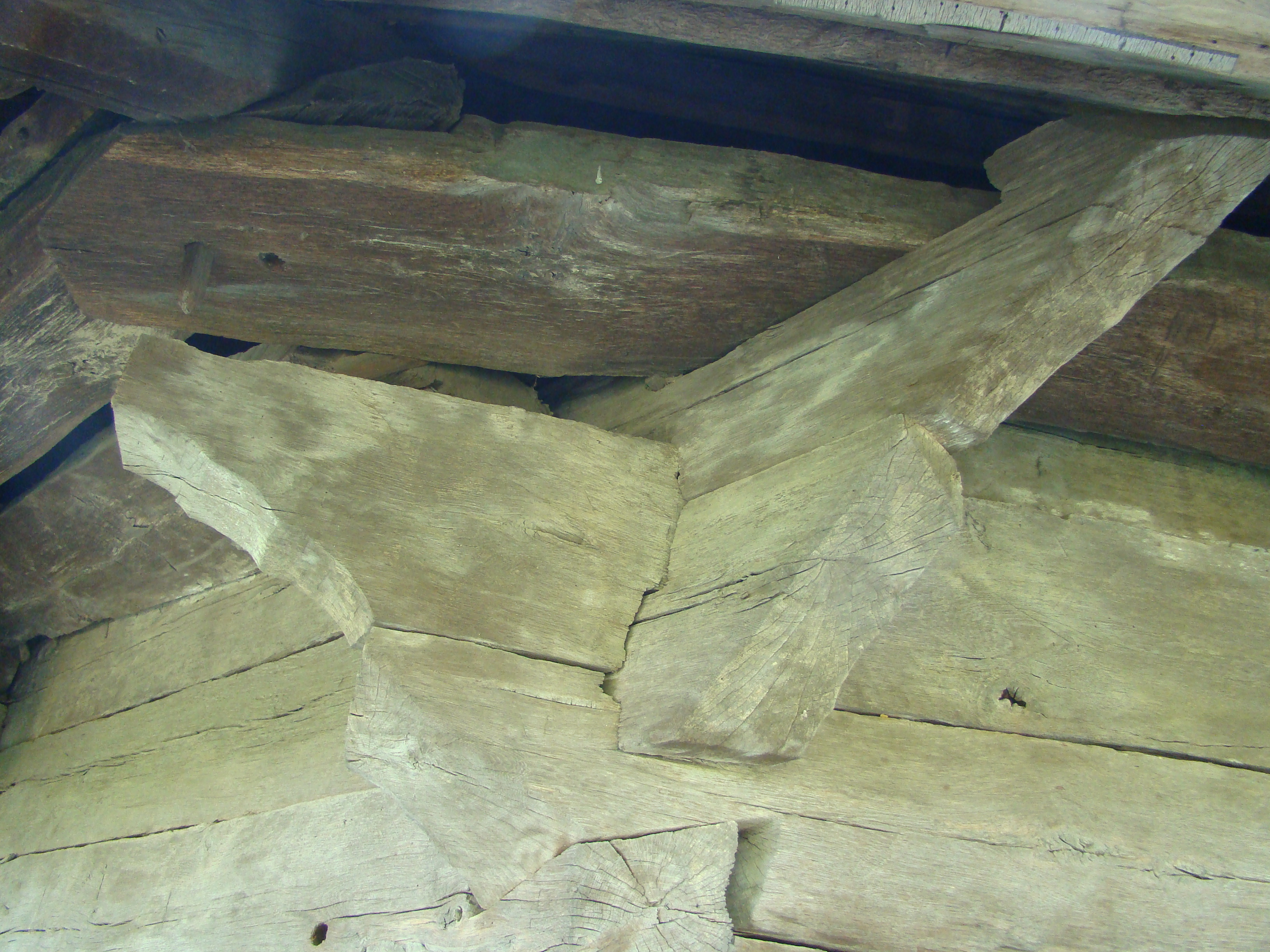
Console
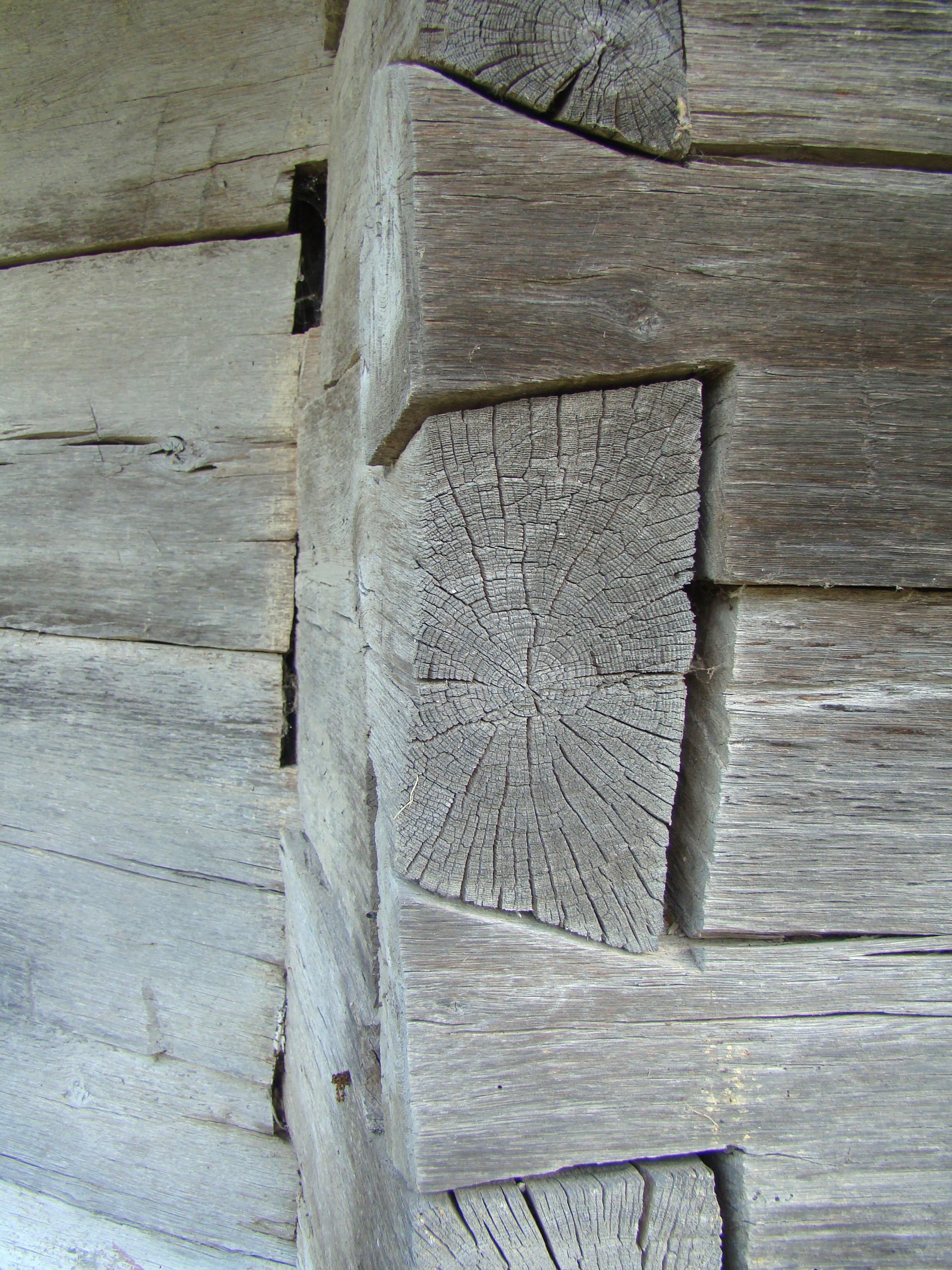
Îmbinări
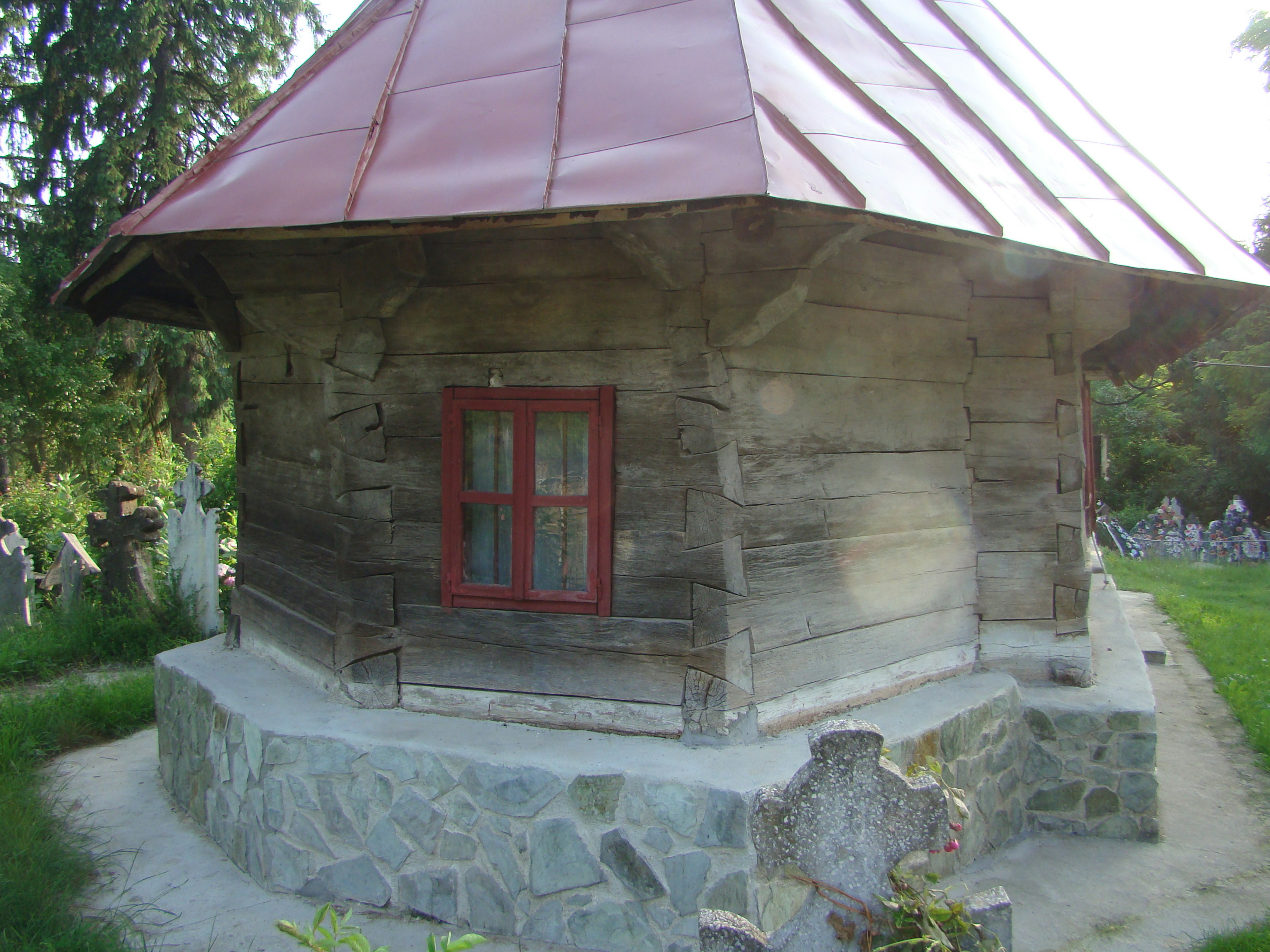
Absida altarului
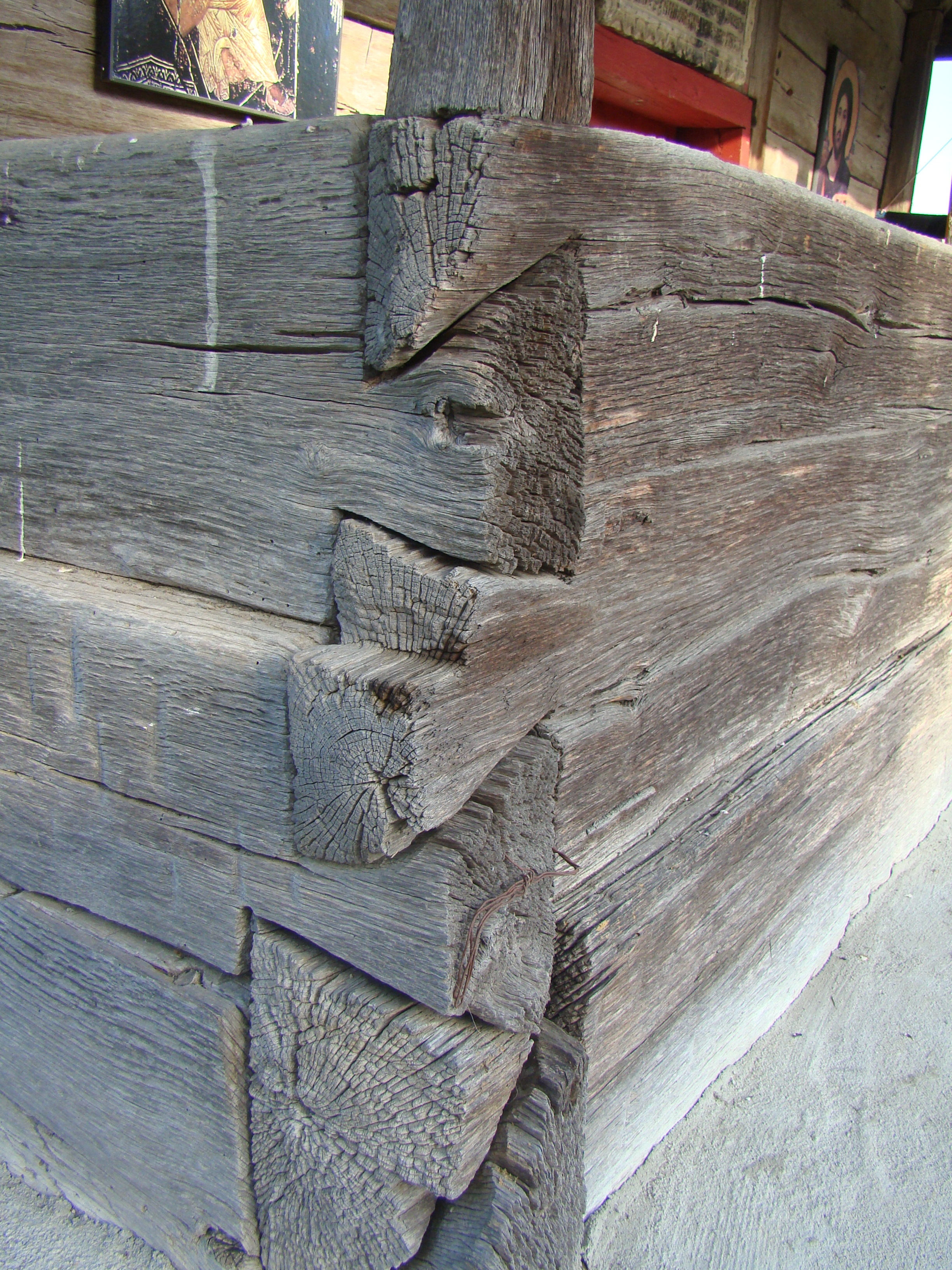
Îmbinări la prispă
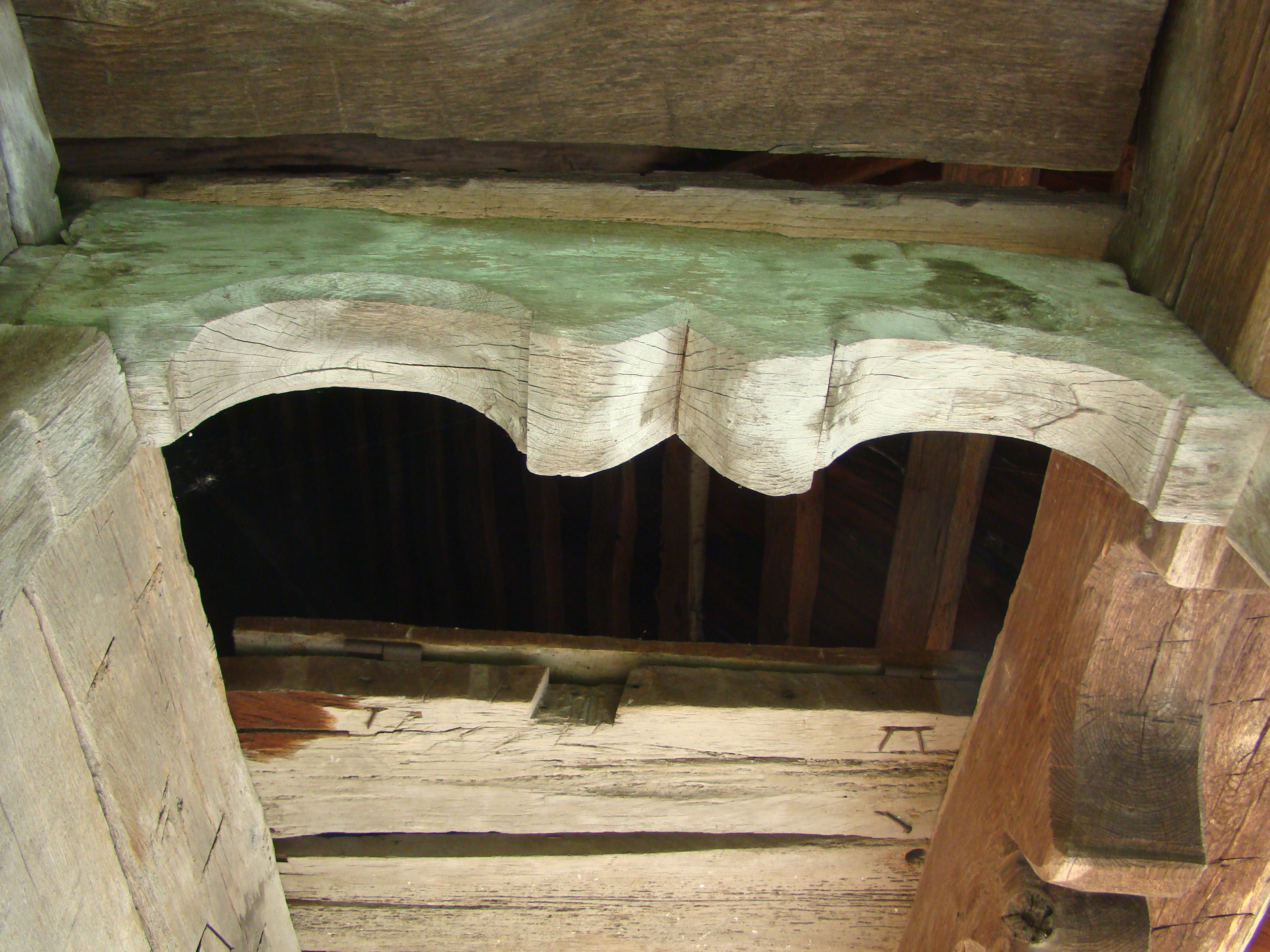
Prispa (detaliu)
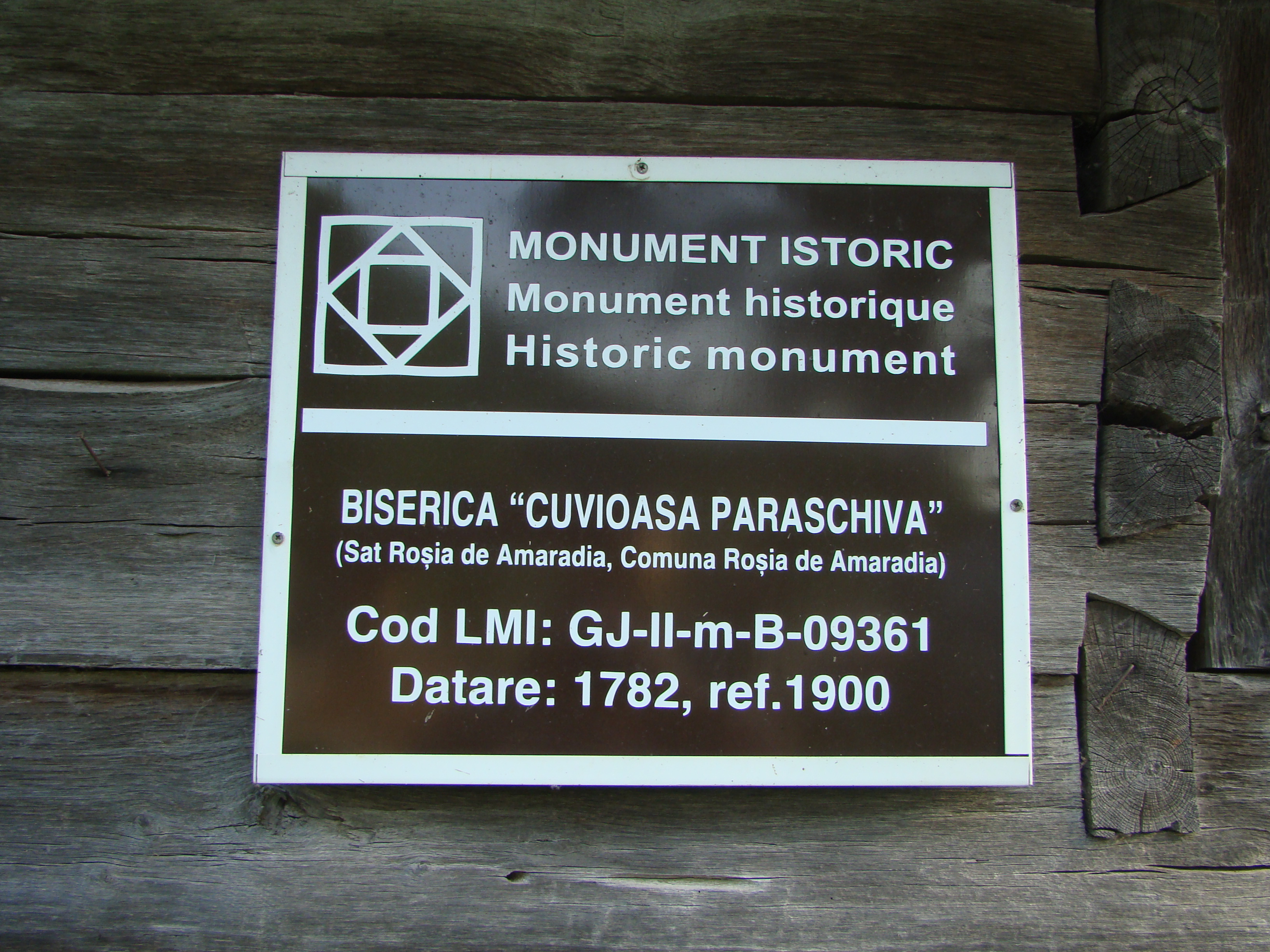
Tablă de monment
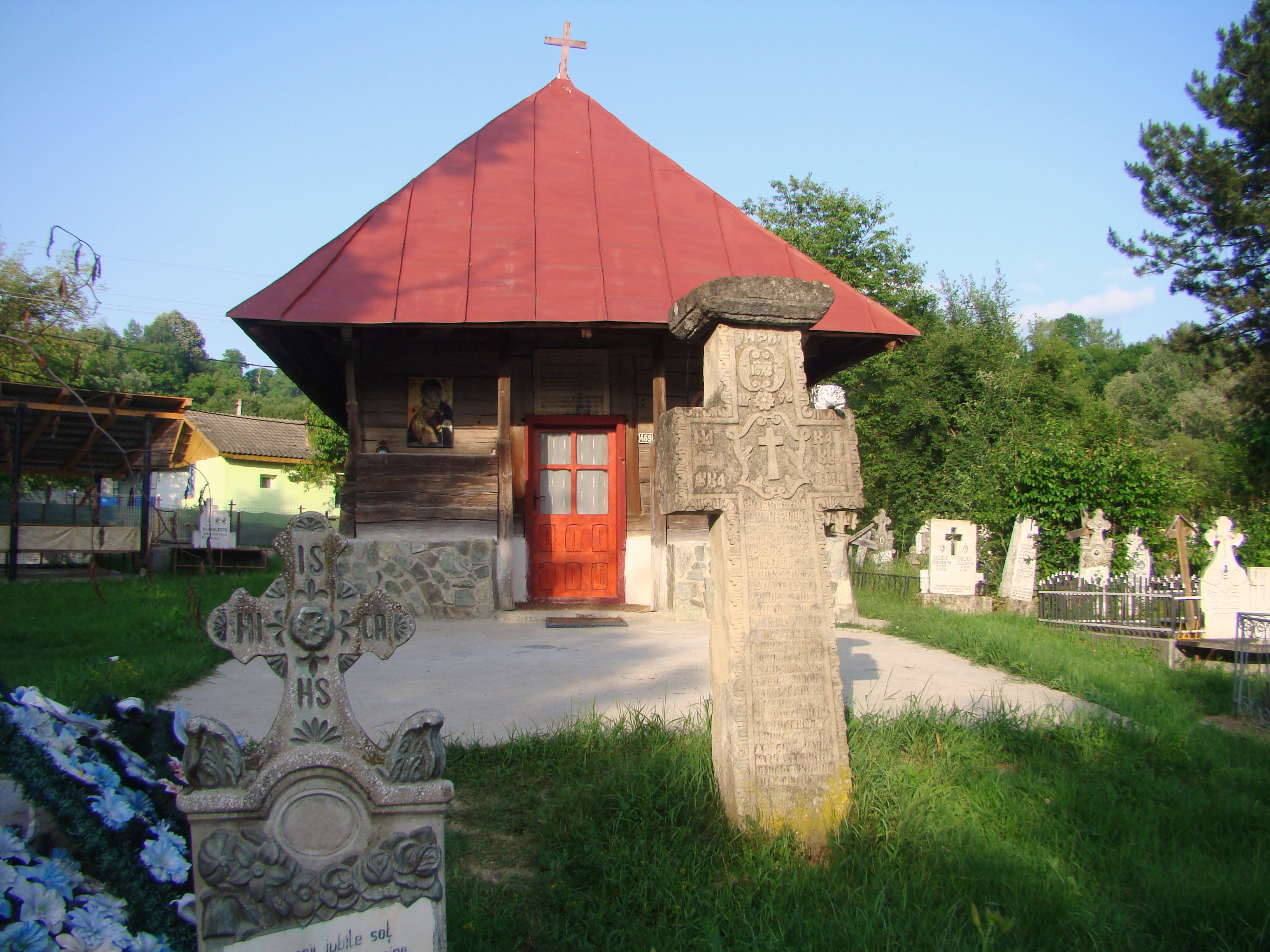
Biserica și împrejurimile